# Ленз, Бетани Джой
Бетани Джой Ленз (англ. Bethany Joy Lenz; род. 2 апреля 1981, Холливуд, Флорида) — американская актриса, музыкант, режиссёр, продюсер, автор песен. Наиболее известна благодаря ролям Мишель Бауэр Сантос в сериале «Направляющий свет» и Хейли Джеймс Скотт в сериале «Холм одного дерева», а также как солистка группы Everly.

## Биография
Бетани Джой Ленз родилась в Холливуде, Флорида. Она была единственным ребёнком в семье Роберта Ленца, учителя истории и терапевта, и Кэти, начальника отдела кадров и предпринимателя. Её дед Джордж Ленц регулярно выступал на Бродвее в 1950-х и 1960-х годах, играл в мюзиклах Wish You Were Here, «Юг Тихого океана» и других.
Пойдя по стопам своего дедушки, Бетани начала свою музыкальную карьеру в три года, выступая в церкви Карпентер в городе Лейкленд, Флорида. В возрасте четырёх лет, Бетани и её семья переехали в Арлингтон, Техас, где она посещала начальную школу Pope Elementary, а также Creative Arts Theater and School, занимаясь там танцами, вокалом и принимая участие в театральных постановках. В возрасте семи лет она получила свою первую роль в мюзикле «Волшебнике из страны Оз». Три года спустя Бетани сыграла роль Скаута в постановке «Убить пересмешника».
Затем в возрасте 13 лет она переехала в маленький городок Риджвуд, Нью-Джерси, где посещала христианскую академию Хоторн, которую окончила в 1999 году.
Первой серьёзной работой Ленз можно считать рекламу тинейджерского сериала Swans Crossing с Сарой Мишель Геллар в главной роли. Также с 12 лет Бетани часто играла главные роли в таких театральных постановках, как «Энни», «Золушка» и «Цыганка». Ленз продолжала сниматься в рекламе вафель Eggo, напитка Dr Pepper и других. Во время обучения в старшей школе она сыграла свою первую роль в кино в экранизации романа Стивена Кинга «Худеющий» и получила положительные отклики у критиков.
В возрасте 17 лет Бетани получила небольшую роль клона в сериале канала CBS «Направляющий свет». Её игра приятно впечатлила зрителей и критиков, потому она получила регулирную роль Мишель Бауэр Санчес, которую исполняла до 2000 года. В 1999 году она получила роль Роуз в телефильме «Мэри и Рода», в котором главные роли сыграли Мэри Тайлер Мур и Валери Харпер. Также она сыграла дочь героя актёра Пола Сорвино в пилотном эпизоде сериале канала WB «1973».
В 2000 году Ленз переехала из Нью-Йорка в Лос-Анджелес, где выступала в спектакле «Аутсайдеры» и стала приглашенной звездой в таких сериалах, как «Не в центре», «Зачарованные», «Фелисити», «Защитник» и других. В 2002 году Бетани снялась в роли Марни Поттс в фильме «Добейся успеха снова». В январе того же года журнал Interview Magazine включил Бетани в список «Восходящие звезды».
В 2003 году Ленц прошла кастинг в телевизионный сериал «Холм одного дерева». Она пробовалась на роли Брук Дэвис и Хейли Джеймс, в результате получив последнюю. Она сыграла роль лучшей подруги Лукаса Скотта (Чад Майкл Мюррей), и девушки, а в дальнейшем и жены Нейтана Скотта (Джеймс Лафферти). Бетани снималась в шоу вплоть до его закрытия в 2012 году. Пока она снималась в «Холме одного дерева», ей поступило предложение сыграть роль Белль в бродвейском мюзикле «Красавица и Чудовище», но график съемок сериала не позволил ей принять его. В 2010 году Бетани вместе со своей коллегой актрисой и певицей Кейт Вогель появилась в эпизоде сериала «Жизнь непредсказуема».
В начале карьеры Бетани снималась в кино и сериалах под именем Джой Ленз (взяв за основное среднее имя), только после начала работы в сериале «Холм одного дерева» она стала использовать имя полностью — Бетани Джой Ленз, а в середине третьего сезона сериала, выйдя замуж, она сменила фамилию, и её полное имя начало звучать как Бетани Джой Галеотти. После развода с мужем в 2012 году Бетани вернулась к своей девичьей фамилии — Ленц.

### Музыкальная карьера
Бетани играет на гитаре и пианино, сочиняя при этом свои песни. Её первый альбом Preincarnate был выпущен в октябре 2002 года. Героиня Ленз в сериале «Холм одного дерева» Хейли по сюжету тоже стала музыкантом. После записи сингла «When the Stars Go Blue» с Тайлером Хилтоном, сыгравшим второстепенную роль Криса Келлера, дуэт присоединился к группе The Wreckers и Гевину Дегро в туре по 25 городам Северной Америки, который начался в Ванкувере. Джой и Тайлер заняли 89-е место в февральском чарте 2005’s Billboard Pop 100. Во время тура Бетани выпустила свой второй альбом «Come On Home» и сняла первое видео на песню «Songs in My Pockets» на пляже Кони-Айленда и в развлекательном парке Астролэнд в Бруклине, Нью-Йорк.
В 2006 году Бетани с помощью бывшей судьи шоу American Idol Кары Диогуарди написала и записала песню «Halo», которая вошла в сборник One Tree Hill Soundtrack vol.2. Тогда же она подписала контракт с лейблом Sony Epic Records и начала работать с продюсером Роном Аниелло, продюсировавшему такие группы, как Lifehouse, Guster и Barenaked Ladies. Они планировали записать альбом, но в этом же году произошли серьёзные изменения в компании, и Бетани ушла из лейбла. Несмотря на эти обстоятельства, в тот же год она поехала в Лос-Анджелес и записала несколько песен для саундтрека фильма «Десятидюймовый герой». После этого она решила подписать контракт с независимым лейблом Hillasterion.
В 2008 году в последней серии пятого сезона сериала «Холм одного дерева» состоялась премьера песни «Feel This», записанной совместно с группой её мужа Enation. За короткое время сингл стал первым по продажам на сайте CD Baby, который является одним из самых больших магазинов независимой музыки в мире. В серии Messin' With The Kid шестого сезона Бетани исполнила песню «I Want Something That I Want» вместе с Грейс Поттер из группы Grace Potter and the Nocturnals. В том же году Бетани со своей подругой Эмбер Суини создали группу Everly. Впервые они выступили на концерте для военных вместе с группой Angels & Airwaves и Кейт Вогель. Этот концерт был снят на видео и на его основе был построен эпизод шестого сезона сериала «Холм одного дерева» Even Fairy Tale Characters Would Be Jealous. Everly продолжает выпускать поодиночные синглы для сериала, например в шестом сезоне в серии We Three (My Echo, My Shadow and Me) прозвучало три новых песни группы, а позже они выпустили мини-альбом Mission Bell. В сентябре 2009 года Бетани открыла седьмой сезон сериала «Холм одного дерева» песней «Quicksand».

## Личная жизнь
В 2005—2012 годах Бетани была замужем за Майклом Галеотти. От брака есть дочь — Мария Роуз Галеотти (род. февраль 2011).

## Фильмография
| Год       |    | Русское название                  | Оригинальное название          | Роль                          |
| --------- | -- | --------------------------------- | ------------------------------ | ----------------------------- |
| 1992      | тф | —                                 | Psalty’s Salvation Celebration | Шелли Барнс                   |
| 1996      | ф  | Люблю тебя, не люблю тебя         | I Love You, I Love You Not     | н/д                           |
| 1996      | ф  | Худеющий                          | Thinner                        | Линда Халлек                  |
| 1998      | тф | 1973                              | 1973                           | Лиза                          |
| 1998—2000 | с  | Направляющий свет                 | The Guiding Light              | Мишель Бауэр Сантос           |
| 2000      | тф | Мэри и Рода                       | Mary and Rhoda                 | Роуз Кронин                   |
| 2000      | ф  | —                                 | End of August                  | Огаст Уэллс                   |
| 2001      | с  | Не в центре                       | Off Centre                     | Хизер                         |
| 2001      | с  | Зачарованные                      | Charmed                        | леди Джулия                   |
| 2001      | с  | Фелисити                          | Felicity                       | Гретчен                       |
| 2002      | с  | —                                 | Maybe It’s Me                  | продавщица                    |
| 2002      | тф | Наследие                          | The Legacy                     | Джесс                         |
| 2003      | с  | Защитник                          | The Guardian                   | Клэр Стейсиак                 |
| 2003—2012 | с  | Холм одного дерева                | One Tree Hill                  | Хейли Джеймс Скотт            |
| 2004      | в  | Добейся успеха снова              | Bring It on Again              | Марни                         |
| 2010      | с  | Жизнь непредсказуема              | Life Unexpected                | Хейли Джеймс Скотт            |
| 2013      | с  | Мужики за работой                 | Men at Work                    | Мег                           |
| 2013      | с  | Декстер                           | Dexter                         | Кэсси Джолленстон             |
| 2013      | с  | C.S.I.: Место преступления        | CSI: Crime Scene Investigation | Дарси Блейн                   |
| 2014      | с  | —                                 | Sock Monkee Therapy            | Холли                         |
| 2014      | тф | —                                 | The Christmas Secret           | Кристин Эйсли                 |
| 2014      | с  | —                                 | Songbyrd                       | Лорен Бирд                    |
| 2016      | с  | Агенты «Щ.И.Т.»                   | Agents of S.H.I.E.L.D.         | Стефани Малик                 |
| 2016      | тф | —                                 | Home                           | Роуз Белл                     |
| 2016      | с  | Американская готика               | American Gothic                | Эйприл                        |
| 2017      | с  | Колония                           | Colony                         | Морган                        |
| 2017      | ф  | Вымогательство                    | Extortion                      | Джули Райли                   |
| 2017      | тф | Рождество в заснеженной гостинице | Snowed-Inn Christmas           | Дженна Хадсон                 |
| 2018      | с  | Анатомия страсти                  | Grey’s Anatomy                 | Дженни                        |
| 2018      | тф | Королевская сваха                 | Royal Matchmaker               | Кейт Глисон                   |
| 2018      | с  | —                                 | Good Eggs                      | Ребекка                       |
| 2018      | тф | Пуансеттии на Рождество           | Poinsettias for Christmas      | Элли Палмер                   |
| 2019      | тф | Разлито с любовью                 | Bottled with Love              | Эбби Лоуренс                  |
| 2019      | с  | Пирсон                            | Pearson                        | Кери Аллен                    |
| 2020      | тф | Воссоединение в Валентинов день   | A Valentine’s Match            | Натали Симмонс                |
| 2020      | тф | Как раз в моём вкусе              | Just My Type                   | Ванесса Силлс                 |
| 2020      | ф  | Выстрел вслепую                   | Blindfire                      | Джен Бишоп                    |
| 2020      | тф | Пятизвёздочное Рождество          | Five Star Christma             | Люси Ролстон                  |
| 2021      | с  | —                                 | Aftershock                     | Карен                         |
| 2021      | тф | —                                 | An Unexpected Christmas        | Эмили                         |
| 2022      | с  | Добрая Сэм                        | Good Sam                       | Эми Тейлор                    |
| 2022      | ф  | —                                 | Холодная река                  | So Cold the River / Эрика Шоу |

## Дискография
| Альбом Preincarnate (2002) - «Overpopulated» - «1972» - «Day After Today» - «Honestly» - «Josiah» - «Don’t Walk Away» - «Las Palmas» - «Mr. Radioman» Альбом Come On Home (2005) - «Songs in my Pockets» - «Leaving Town Alive» (оригинал: Pancho’s Lament) - «Crazy Girls» - «Sunday Train» - «If You’re Missing (Come on Home)» Промотур сериала «Холм одного дерева» (2005) - «John & Junior» - «Oh God / Foolish Heart» - «Family Secrets» - «Moving Out» (оригинал: Билли Джоэл) - «King of Wishful Thinking» (оригинал: Go West) | Дебютный альбом The Starter Kit (не вышедший) - «In My Pockets» - «Devil Archerist» - «Then Slowly Grows (Come To Me)» - «Sunday Storm» - «Never Gonna Be (C’mon C’mon)» - «Quicksand» - «Shiver» - «Blue Sky» (оригинал Пэтти Гриффин) Сингл - «When the Stars Go Blue» (с Тайлером Хилтоном; оригинал: Райан Адамс) Песни из сериала «Холм одного дерева» - «Elsewhere» (оригинал: Сара Маклахлан) - «I Shall Believe» (оригинал: Шерил Кроу) - «Let Me Fall» - «Halo» - «When the Stars Go Blue» (с Тайлером Хилтоном; оригинал: Райан Адамс) |